# 俄羅斯北方國家公園
59°57′23″N 38°34′03″E / 59.95639°N 38.56750°E

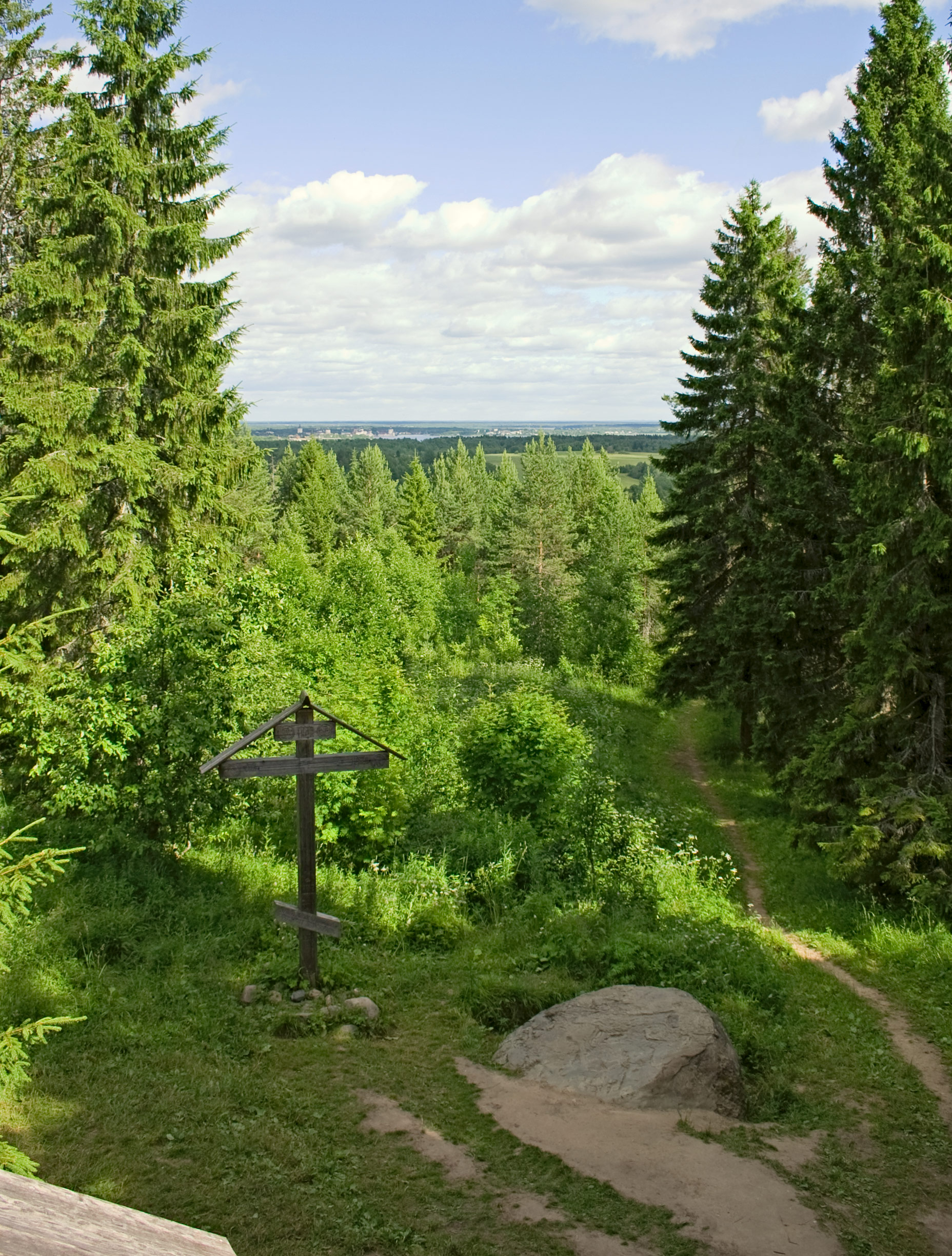

俄羅斯北方國家公園是俄羅斯的國家公園，位於該國西北部沃洛格達州，成立於1992年3月20日，面積1,664平方公里，有31種魚類、7種兩棲類、6種爬蟲類、214種鳥類、50種哺乳類動物棲息。